# 克萊德 (密蘇里州)
克萊德（英語：Clyde）是位於美國密蘇里州諾德韋縣的村。

## 人口
根據2020年美國人口普查的數據，克萊德的面積為0.44平方千米，皆為陸地。當地共有人口55人，而人口密度為每平方千米125人。